# Stylisma
Stylisma es un género de plantas con flores perteneciente a la familia de las convolvuláceas. Comprende 26 especies descritas y de estas, solo 8 aceptadas.

## Taxonomía
El género fue descrito por Constantine Samuel Rafinesque y publicado en American monthly magazine and critical review 3: 101. 1818. La especie tipo es: Stylisma tenella (Desr.) Raf.. 

## Especies aceptadas
A continuación se brinda un listado de las especies del género Stylisma aceptadas hasta junio de 2015, ordenadas alfabéticamente. Para cada una se indica el nombre binomial seguido del autor, abreviado según las convenciones y usos.	
- Stylisma abdita Myint
- Stylisma aquatica (Walter) Raf.
- Stylisma humistrata (Walter) Chapm.
- Stylisma patens (Desr.) Myint
- Stylisma pickeringii (Torr. ex M.A. Curtis) A. Gray
- Stylisma tenella (Desr.) Raf.
- Stylisma trichosanthes House
- Stylisma villosa (Nash) House